# Karaté aux Jeux méditerranéens de 2022
 (juin 2022).
Si vous disposez d'ouvrages ou d'articles de référence ou si vous connaissez des sites web de qualité traitant du thème abordé ici, merci de compléter l'article en donnant les références utiles à sa vérifiabilité et en les liant à la section « Notes et références ».
Navigation
Édition précédente
Les compétitions de karaté des Jeux méditerranéens de 2022 ont lieu du 26 au 27 juin 2022 à Oran en Algérie.
Seules les épreuves de kumité sont joués.

## Représentants

### Masculins
- Foued Benbara (-67kg)
- Hocine Daikhi (+84kg)
- Falleh Midoune (-84kg)
- Ala Salmi (-60kg)
- Oussama Zaid (-75kg)
- Pavle Dujakovic (-60kg)
- Rijad Dzuho (+84kg)
- Meris Muhovic (-84kg)
- Hamza Turulja (-75kg)
- Demetris Demetriades (-84kg)
- Panayiotis Loizides (-75kg)
- Mathaios Stylianou (+84kg)
- Christos Theotemptou (-60kg)
- Markos Zigkas (-67kg)
- Boran Berek (-67kg)
- Enes Garibovic (-75kg)
- Andelo Kvesic (+84kg)
- Ivan Kvesic (-84kg)
- Abdalla Abdelaziz (-75kg)
- Amr Aboukora (-60kg)
- Youssef Badawy (-84kg)
- Ahmed Lotfy (-67kg)
- Taha Mahmoud (+84kg)
- Carlos Bernardo (-75kg)
- Samy Ennkhaili (-67kg)
- José Ibanez (-84kg)
- Alex Ortis (-60kg)
- Babacar Seck (+84kg)
- Hendrick Confiac (+84kg)
- Thanh-Liem Le (-75kg)
- Dany Makamata (-84kg)
- Rayyan Meziane (-60kg)
- Younesse Salmi (-67kg)
- Konstantinos Mastrogiannis (-84kg)
- Michail Georgios Tzanos (+84kg)
- Christos Xenos (-60kg)
- Dionysios Xenos (-67kg)
- Luigi Busà (-75kg)
- Angelo Crescenzo (-60kg)
- Luca Maresca (-67kg)
- Michèle Martina (-84kg)
- Melos Gashi (-84kg)
- Elhami Shabani (-75kg)
- Nuri Abdulsalam (+84kg)
- Petar Spasenovski (-84kg)
- Petar Zaborski (-75kg)
- Anass Alami (-75kg)
- Nabil Ech-Chaabi (-84kg)
- Abdel Ali Jina (-60kg)
- Dit Oubaya (-67kg)
- Mehdi Sriti (+84kg)
- Nikola Malovic (-84kg)
- Tiago Miguel Gonçalves (-75kg)
- Nuno Miguel Moreira (+84kg)
- Vladimir Brezancic (-84kg)
- Stefan Joksic (-67kg)
- Dorde Salapura (-75kg)
- Dorde Tesanovic (+84kg)
- Stefan Joksimovic (+84kg)
- Niklas Tamse Marinic (-60kg)
- Ramez Bouallagui (-75kg)
- Hossem Edine Choiya (+84kg)
- Mohamed Aziz Rfigui (-60kg)
- Thamer Slimani (-84kg)
- Uğur Aktaş (-84kg)
- Omer Faruk Arslan (+84kg)
- Erman Eltemur (-75kg)
- Eray Şamdan (-60kg)
- Burak Uygur (-67kg)

### Féminins
- Louiza Abouriche (-55kg)
- Loubna Mekdas (+68kg)
- Karima Mekkaoui (-68kg)
- Chaima Midi (-61kg)
- Cylia Ouikene (-50kg)
- Sandra Herver (-61kg)
- Iris Coric (-50kg)
- Ivona Kavar (-68kg)
- Paola Kostic (-55kg)
- Stefani Kresic (+68kg)
- Nejra Sipovic (-61kg)
- Miles Gonzales (-55kg)
- Irène Kontou (-50kg)
- Anthi Stylianou (-61kg)
- Alessandra Hasani (-55kg)
- Ana Lenard (-61kg)
- Lucija Lesjak (+68kg)
- Feryel Abdelaziz (-68kg)
- Salma Elshafei (-61kg)
- Menna Okila (+68kg)
- Reem Salama (-50kg)
- Ahlem Youssef (-55kg)
- Maria Espinosa (-61kg)
- Carlota Fernandez (-55kg)
- Adriana GIL (-68kg)
- Alba Pinilla (-50kg)
- Maria Torres (-68kg)
- Tiphaine Bonnarde (-50kg)
- Assma Charif (-55kg)
- Maeva Dario (-61kg)
- Natanaele Flamand (-68kg)
- Tricya Sherley Sombe (+68kg)
- Kyriaki Kidonaki (+68kg)
- Vasiliki Panetsidou (-68kg)
- Véronique Brunori (-55kg)
- Aurore Crivelli (+68kg)
- Alessandra Mangiacarpa (-61kg)
- Erminia Perfetto (-50kg)
- Silvia Semeraro (-68kg)
- Albulenë Gërvalla (-55kg)
- Fortesa Orana (+68kg)
- Adelina Rama (-61kg)
- Simona Zaborska (-61kg)
- Nisrine Brouk (-68kg)
- Fatima-Zahra Chajai (-61kg)
- Chaimae El Hayti (-50kg)
- Farida Mrabet (-55kg)
- Milena Jovanovic (+68kg)
- Constança Herbert (-55kg)
- Sara Filipa Pinto (-50kg)
- Ivana Perovic (+68kg)
- Marina Radicevic (-68kg)
- Tamara Zivkovic (-61kg)
- Ursa Haberl (-50kg)
- Kiti Smiljan (-68kg)
- Islem Ben Hassen (-50kg)
- Chehinez Jemi (+68kg)
- Wafa Mahjoub (-61kg)
- Chirine Zarrati (-55kg)
- Eda Eltemur (-68kg)
- Gulbahar Gozutok (-61kg)
- Meltem Hocaoglu (+68kg)
- Serap Özçelik (-50kg)
- Tuba Yakan (-55kg)

## Médaillés

### Masculins
| Catégorie      | Or                    | Argent                   | Bronze                                  |
| -------------- | --------------------- | ------------------------ | --------------------------------------- |
| Moins de 60 kg | Eray Şamdan (TUR)     | Ala Salmi (ALG)          | Amr Aboukora (EGY) Rayyan Meziane (FRA) |
| Moins de 67 kg | Dionysios Xenos (GRE) | Luca Maresca (ITA)       | Ahmed Lotfy (EGY) Markos Zigkas (CYP)   |
| Moins de 75 kg | Oussama Zaid (ALG)    | Abdalla Abdelaziz (EGY)  | Luigi Busà (ITA) Hamza Turulja (BIH)    |
| Moins de 84 kg | Youssef Badawy (EGY)  | Vladimir Brežančić (SRB) | Ivan Kvesić (CRO) Uğur Aktaş (TUR)      |
| Plus de 84 kg  | Anđelo Kvesić (CRO)   | Hocine Daikhi (ALG)      | Rijad Dzuho (BIH) Mehdi Sriti (MAR)     |

### Féminins
| Catégorie      | Or                     | Argent                 | Bronze                                            |
| -------------- | ---------------------- | ---------------------- | ------------------------------------------------- |
| Moins de 50 kg | Cylia Ouikene (ALG)    | Reem Salama (EGY)      | Chaimae El Hayti (MAR) Alba Pinilla Sanchez (ESP) |
| Moins de 55 kg | Louiza Abouriche (ALG) | Ahlem Youssef (EGY)    | Veronica Brunori (ITA) Tuba Yakan (TUR)           |
| Moins de 61 kg | Chaima Midi (ALG)      | Wafa Mahjoub (TUN)     | Alessandra Mangiacapra (ITA) Nejra Sipović (BIH)  |
| Moins de 68 kg | Feryal Abdelaziz (EGY) | Silvia Semeraro (ITA)  | Nissrine Brouk (MAR) Eda Eltemur (TUR)            |
| Plus de 68 kg  | Kyriaki Kydonaki (GRE) | Milena Jovanovic (MNE) | Meltem Hocaoğlu (TUR) Chehinez Jemi (TUN)         |

## Tableau des médailles
| Rang | Nation             | Or | Argent | Bronze | Total |
| ---- | ------------------ | -- | ------ | ------ | ----- |
| 1    | Algérie            | 4  | 2      | 0      | 6     |
| 2    | Égypte             | 2  | 3      | 2      | 6     |
| 3    | Grèce              | 2  | 0      | 0      | 2     |
| 4    | Turquie            | 1  | 0      | 4      | 5     |
| 5    | Croatie            | 1  | 0      | 1      | 2     |
| 6    | Italie             | 0  | 2      | 3      | 5     |
| 7    | Tunisie            | 0  | 1      | 1      | 2     |
| 8    | Monténégro         | 0  | 1      | 0      | 1     |
| -    | Serbie             | 0  | 1      | 0      | 1     |
| 10   | Bosnie-Herzégovine | 0  | 0      | 3      | 3     |
| -    | Maroc              | 0  | 0      | 3      | 3     |
| 12   | Chypre             | 0  | 0      | 1      | 1     |
| -    | Espagne            | 0  | 0      | 1      | 1     |
| -    | France             | 0  | 0      | 1      | 1     |